# Szabó Károly (színművész, 1820–1890)
Id. Szabó Károly (Miskolc, 1820 – Budapest, 1890. március 5.) színész, rendező, igazgató.

## Életútja
Szabó István és Nagy Zsuzsanna fia. 1838. május 20-án lépett a színipályára, Balogh Istvánnál, ahol előbb szerelmes szerepeket játszott és mint ilyen, jócsengésű névre tett szert. 1852-től mint igazgató működött, majd 1855-ig bejárta a Dunántúl városait. Ezután újból mint színész szerepelt. Az 1860-as években mint kedélyes apa sógoránál, Pázmán Mihálynál működött. 1883-tól haláláig a Színészegyesület segélyezte. 1872. január 16-án Pécsett jubilált, a Cigány címszerepében. 1883-ban vonult nyugdíjba. Halálát tüdővész okozta, a Színészegyesület költségén temették el. Bámulatos volt az emlékezőtehetsége. Egy-egy nagyobb szerepet egy éjen át megtanult; a pozsonyi országgyűlések alatt pedig a követek beszédét egyszeri hallás után híven elmondta a vendéglőben, az illetőnek még beszédmodorát is pontosan utánozva. Beszélt minden hazai nyelven és egyszer Újvidéken szorultságból szerb színésznek mondva magát, föl is lépett oly sikerrel, hogy el akarták csalni Belgrádba.
Neje Bizik Júlia/Bizzik Anna (1831 körül – Miskolc, 1873. április 10.) színésznő, aki színpadra lépett 1846. október 1-én.

## Fontosabb szerepei
- D’Aumon herceg (Dumas: Belle Isle Gabrielle)
- Collatinus, Lucretia férje (Ponsard: Lucretia)
- Őszi, táblabíró (Szigligeti E.: Két pisztoly)

## Működési adatai
1841: Balla Károly; 1843–45: Győr; 1846–47: Nagyvárad; 1855-ben Hetényi József; 1860: Pázmán Mihály; 1863: Dráguss Károly; 1866: Kocsisovszky Jusztin; 1869–70: Egressy Ákos; 1870–71: Follinus János; 1871–72: Miklósy Gyula; 1872–73: Bercsényi Béla; 1873–74: Völgyi György; 1874–75: Csóka Sándor; 1875–76: Mándoki és Bogyó Alajos; 1876–78: Szilágyi Béla; 1878–80: Mándoky Lajos; 1881: Jakabffy Gábor.